# Nurieux-Volognat
Nurieux-Volognat è un comune francese di 1 104 abitanti situato nel dipartimento dell'Ain della regione Alvernia-Rodano-Alpi.

## Società

### Evoluzione demografica
Abitanti censiti

## Galleria d'immagini

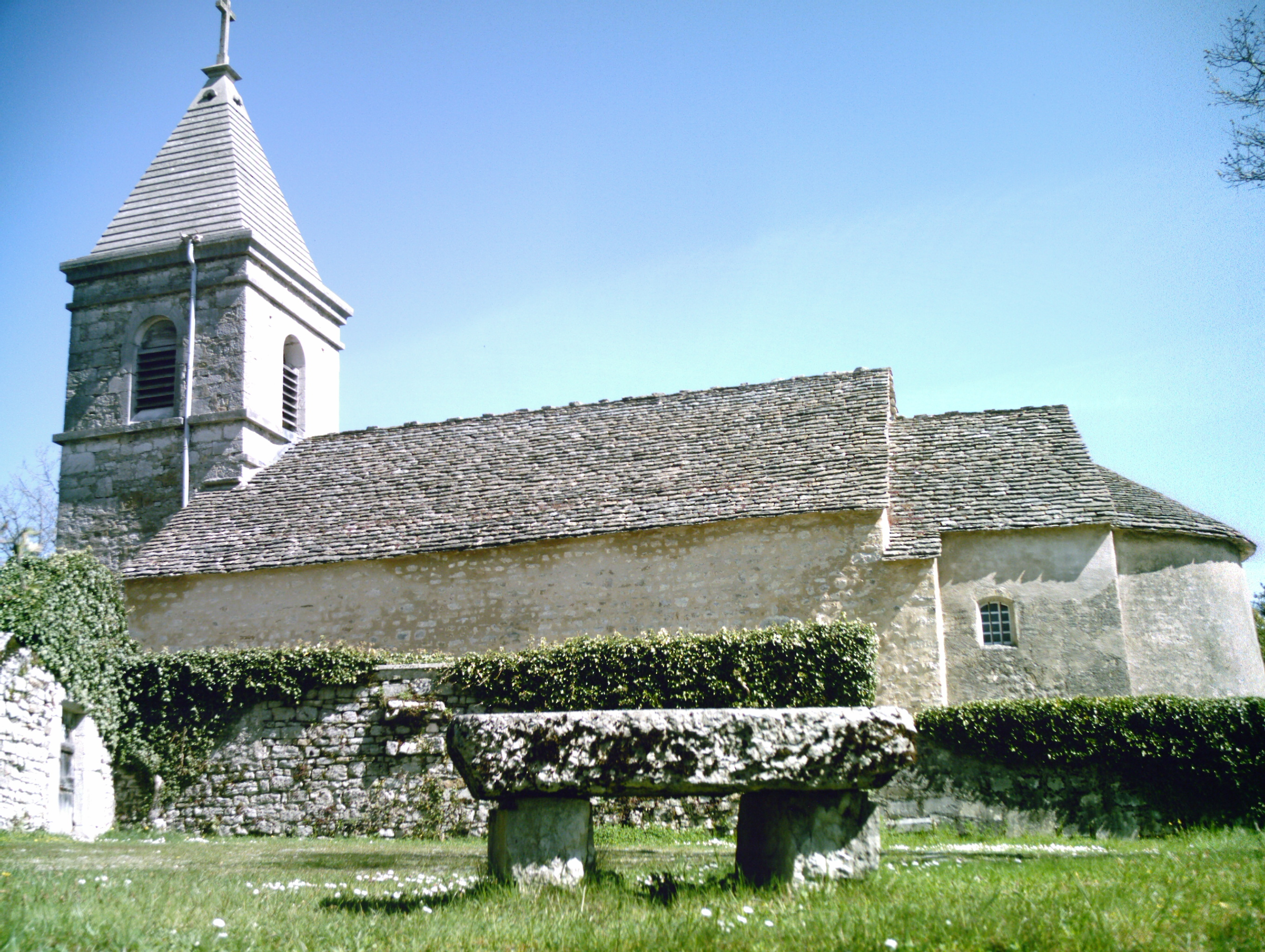
Cappella di Mornay
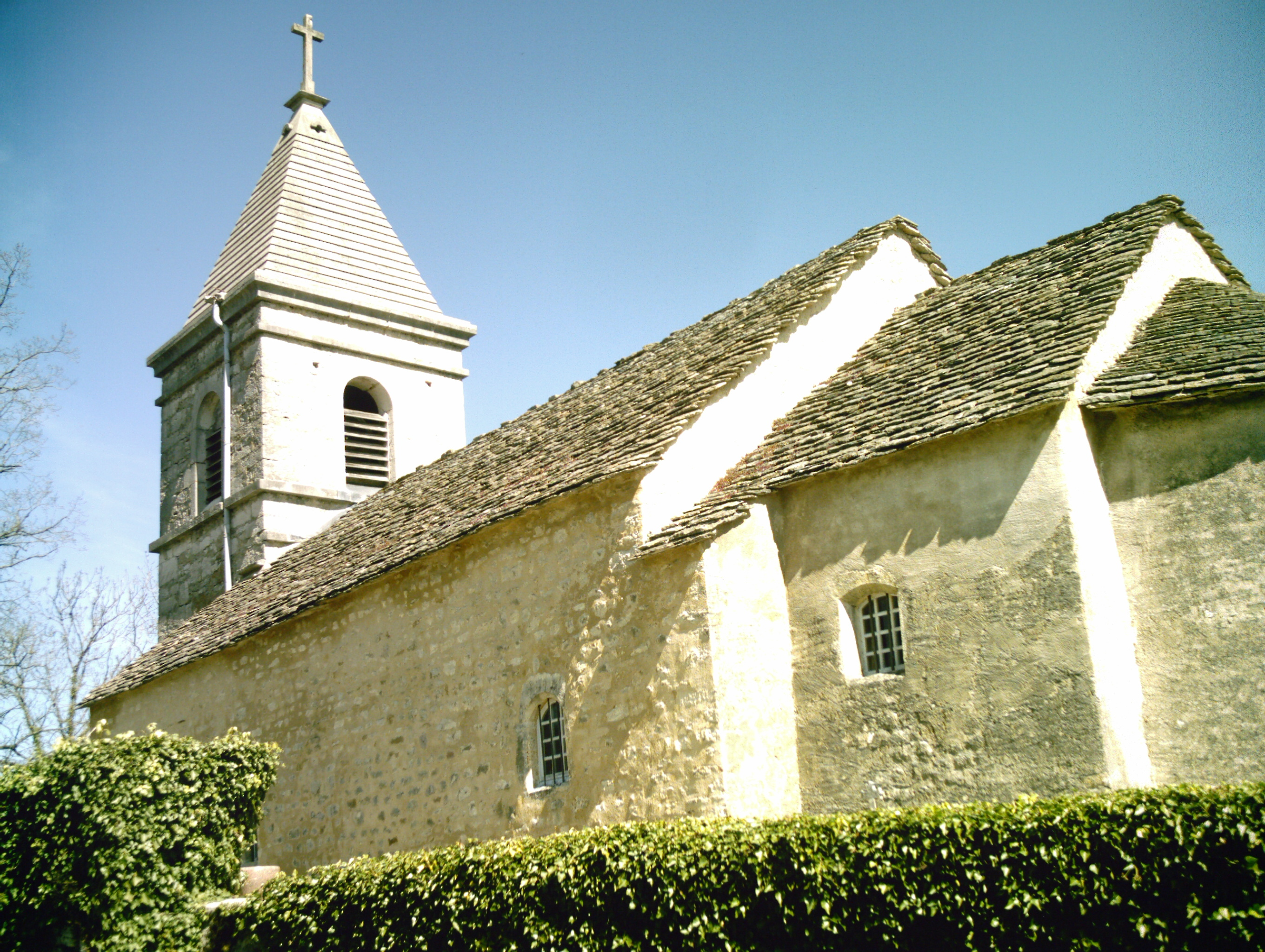
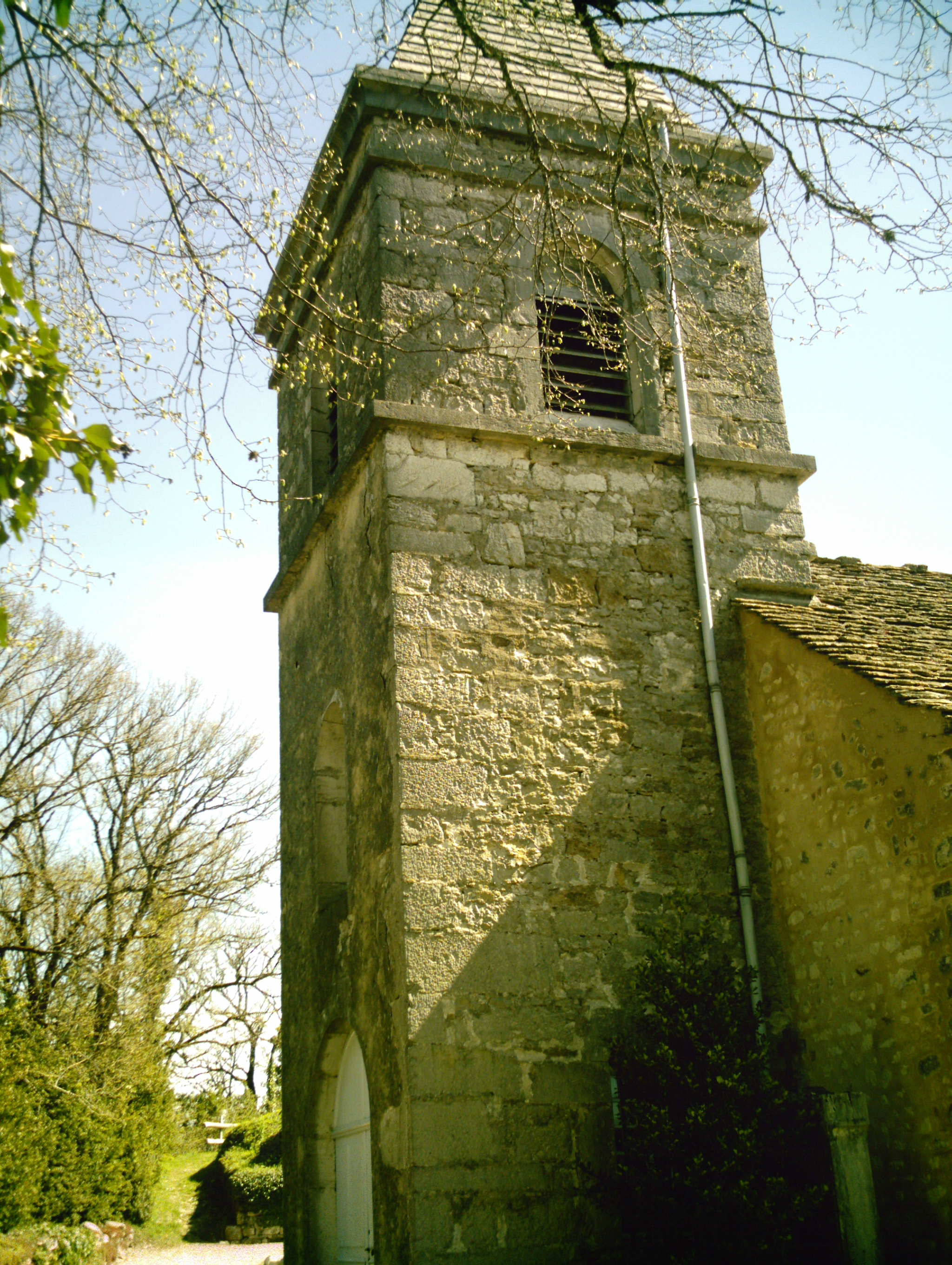
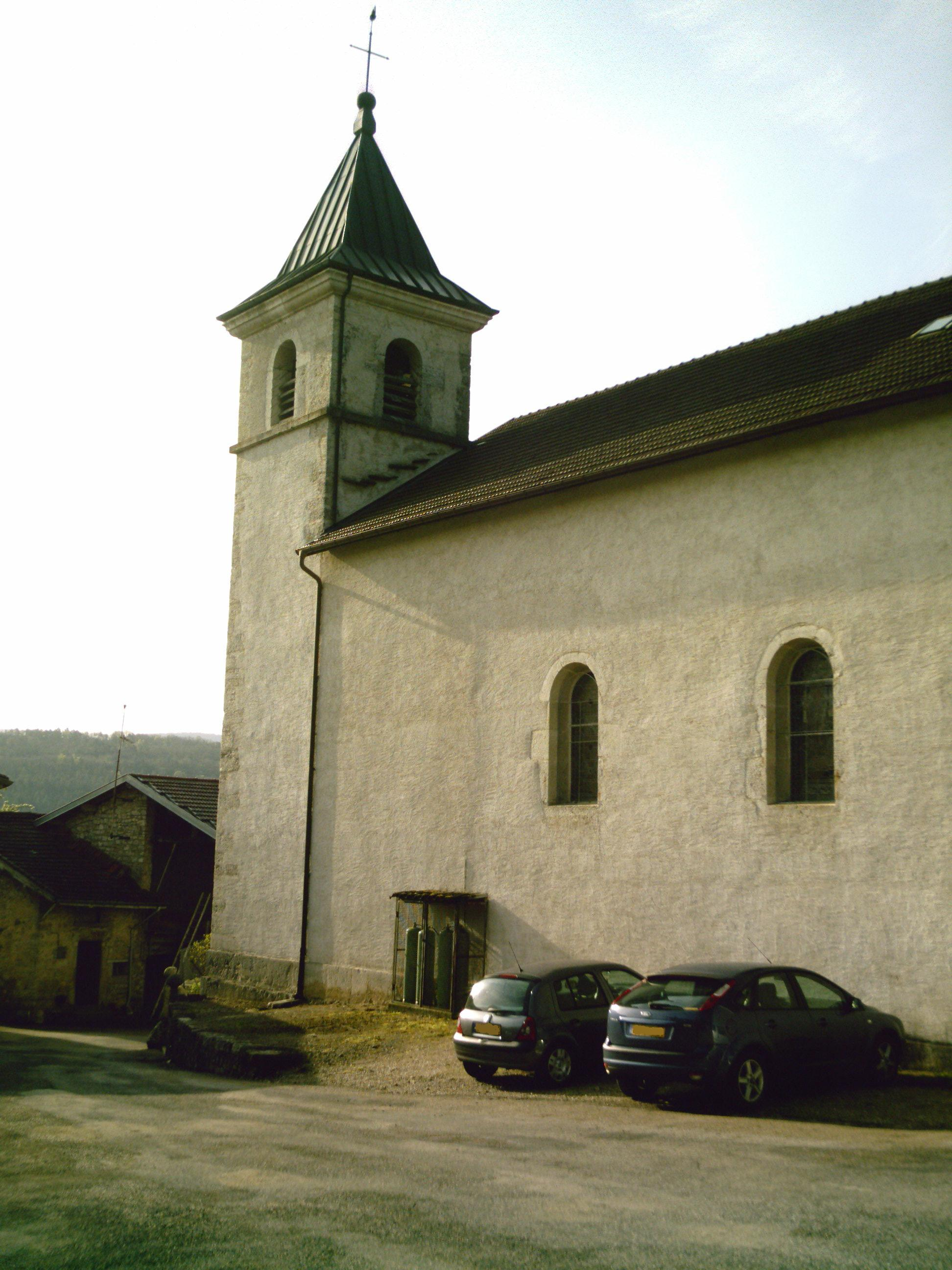
Chiesa di Volognat
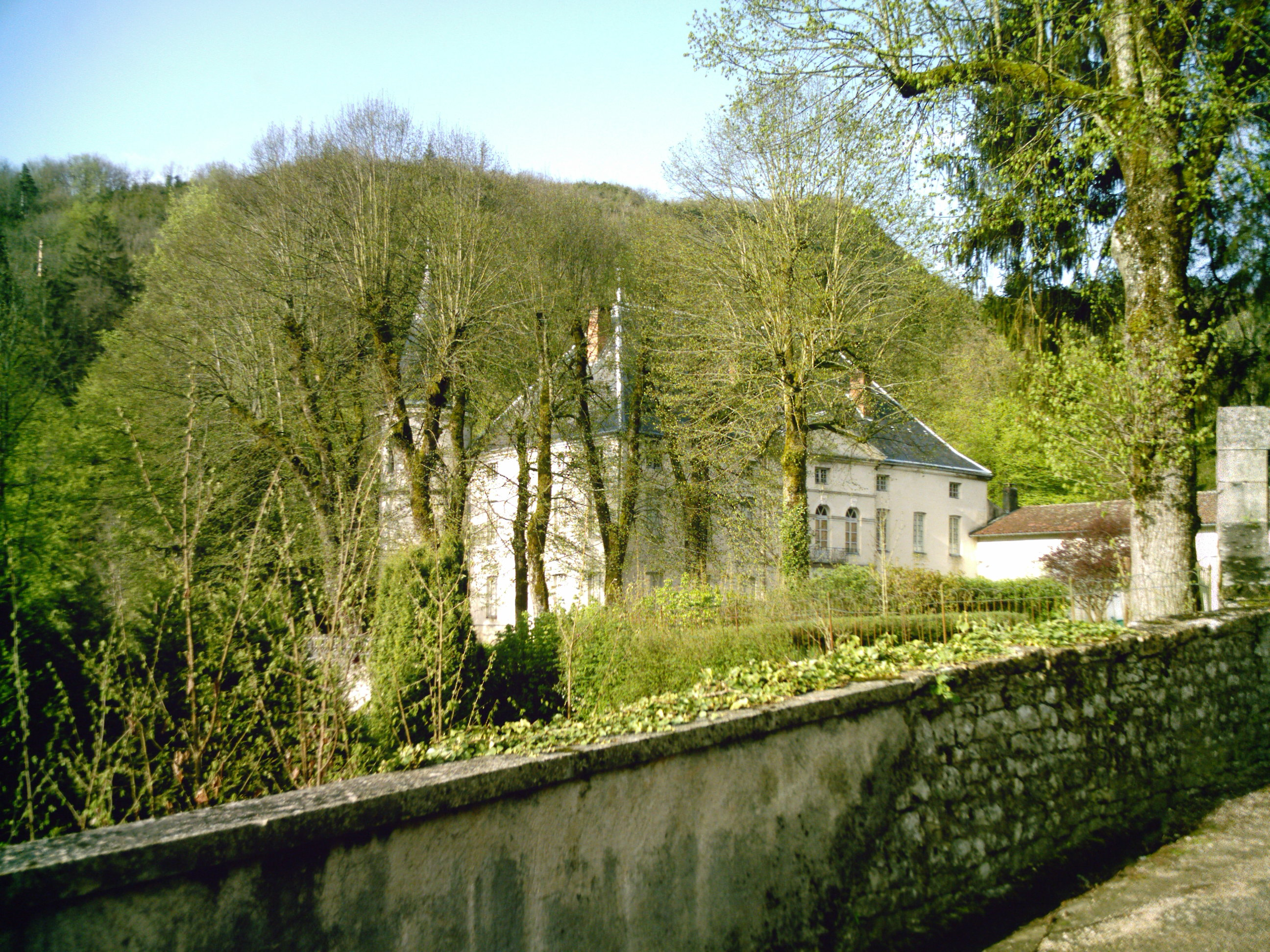
Castello di Volognat